# Фис, Мартин
Мартин Фис Мартин (исп. Martín Fiz Martín; 3 марта 1963, Витория, Испания) — испанский бегун на длинные дистанции, марафонец, чемпион Европы 1994 года и чемпион мира 1995 года.
Мартин Фис принимал участие в трёх подряд Олимпийских играх — в 1992, 1996 и 2000 годах.
На Олимпийских играх 1996 года в Атланте Мартин Фис был четвёртым на марафоне. В 1997 году он выиграл серебро на чемпионате мира в Афинах, проиграв своему соотечественнику Абелю Антону. На Играх 2000 года стал шестым в марафоне. 
Личный рекорд в марафоне — 2 часа 8 минут 5 секунд (1997). В 1995 году выиграл Роттердамский марафон. В 1996 году был обладателем лучшего результата сезона в мире в марафоне.
Ушёл из профессионального спорта в 2001 году в 38 лет.
Продолжил выступать в ветеранской лёгкой атлетике. В 2019 году установил высшее мировое достижение на дистанции 10 км по шоссе в категории старшее 55 лет — 31:36. Шесть раз выигрывал наиболее престижные марафоны из серии World Marathon Majors в категории старше 50 лет.